# شهرستان میانه
شهرستان میانه در استان آذربایجان شرقی است و در جنوب شرقی آن قرار دارد. شهر میانه مرکز این شهرستان است. جمعیت این شهرستان در آمار سال ۱۳۹۵ بالغ بر ۱۶۱،۴۶۱ نفر بوده است. زبان مردم این شهر ترکی آذربایجانی است.

## تاریخ
پیشینه تاریخی شهرستان میانه به سال‌ها پیش از میلاد مسیح بازمی‌گردد و بعضی نوشته‌ها سابقه تاریخی میانه را تا ۷۲۰ سال پیش از میلاد نیز نقل می‌کنند.
وجود کتیبه‌های آشوری و اورارتویی در بعضی مناطق آذربایجان و کشف آثار باستانی و مجسمه‌های سفالین در شهرستان میانه، قدمت تاریخی آن را به دوره‌های پیش از تشکیل دولت ماد می‌رساند.

### نام گذاری

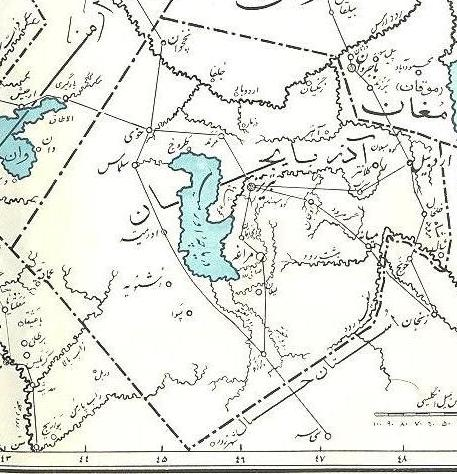
میانه در استان آذربایجان در دوره خلفای عباسی

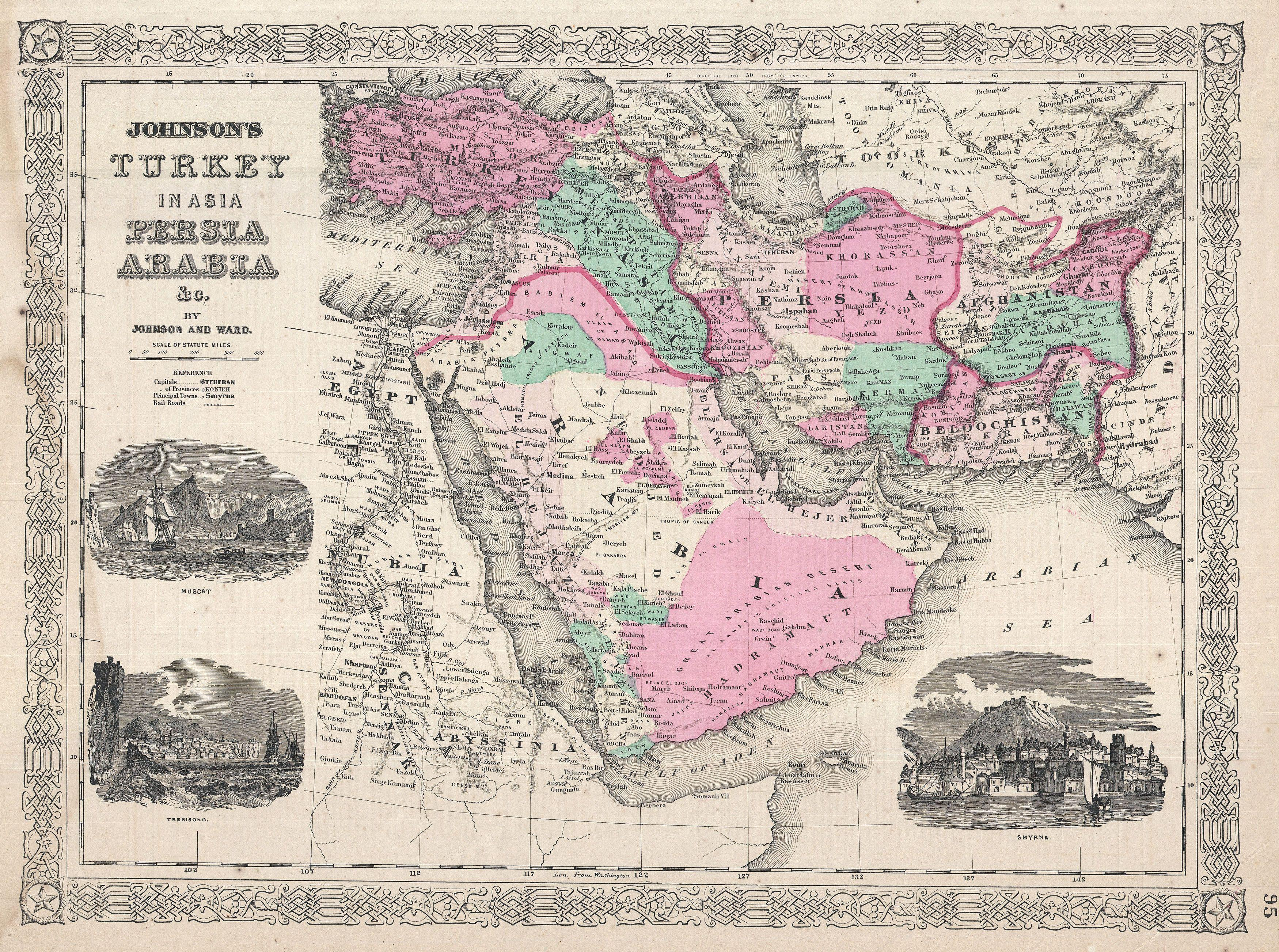
میانه در نقشه‌ای سیاسی خاورمیانه سال ۱۸۶۶

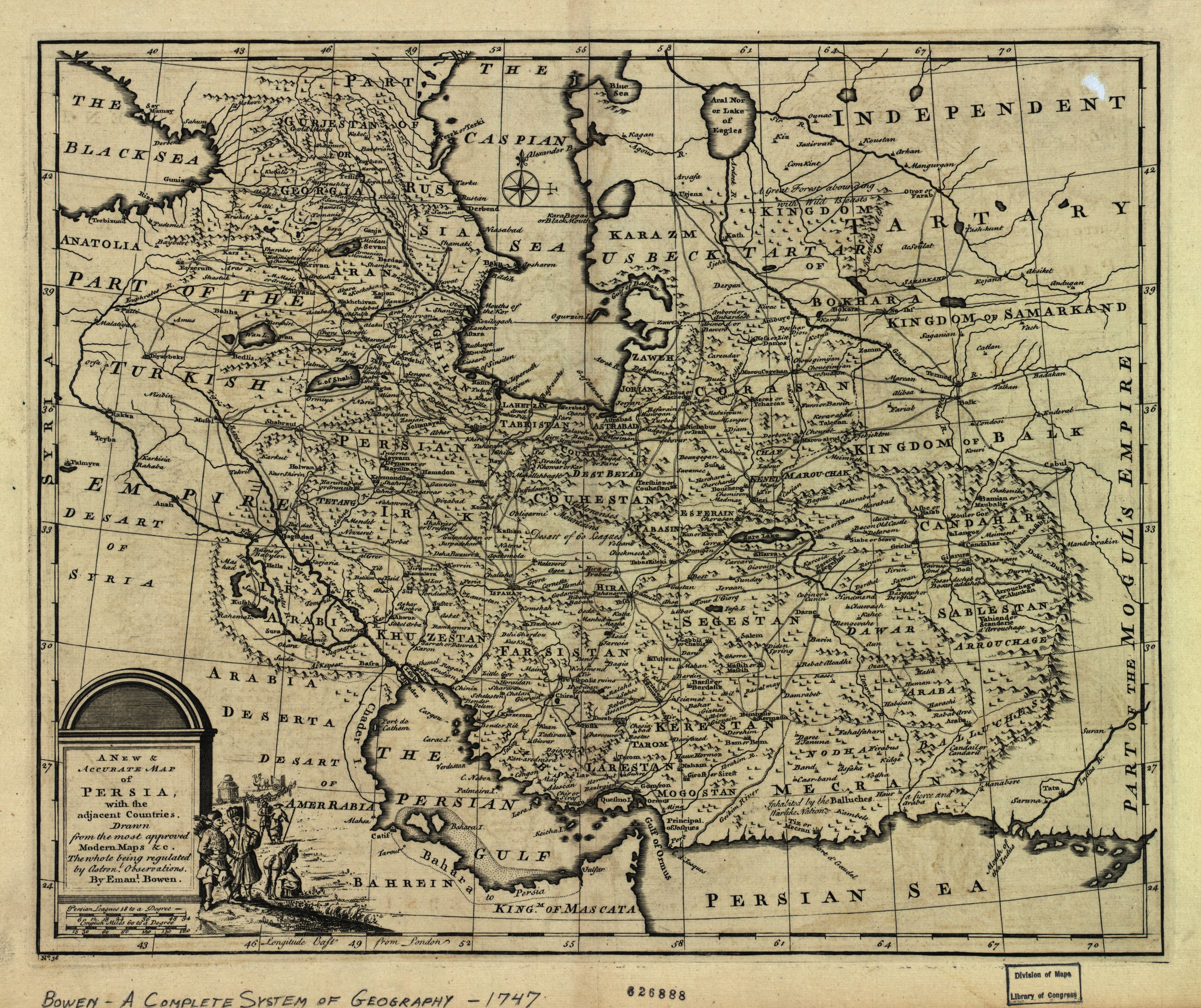
میانه در دوره افشاریان توسط Emanuel Bowen در سال ۱۷۴۷ میلادی

در نقشهٔ سیاسی از منطقهٔ خاورمیانه که در سال ۱۸۶۶ میلادی توسط آلوین جوئت جانسون (Alvin Jewett Johnson) ترسیم‌شده‌است، نام تاریخی مرکز این شهرستان به‌صورت Miana یا میانه (با فتح صامت نون، مطابق تلفظ واژه‌های مختوم به‌های بیان حرکت در فارسی نوی متقدم) ذکر شده‌است.
در نقشهٔ شاهانشاهی ایران که امانوئل بوئن در سال ۱۷۴۷ میلادی در زمان دودمان افشاریان ترسیم کرده‌است، نام مرکز این شهرستان به صورت Miana یا میانه (با فتح صامت نون) ذکر شده‌است.
در نقشه‌ای که توسط Nicolas de Fer نقشه‌بردار فرانسوی در سال ۱۶۹۷ تهیه شده‌است، نام مرکز این شهرستان به صورت Miana یا میانه (با فتح صامت نون) ذکر شده‌است.
میانج نام دهی از دهستان انگوران بخش ماه‌نشان شهرستان زنجان است و نباید با مرکز شهرستان میانه اشتباه شود.
شهرستان میانه به نام محال گرمی چای آوازه داشته و دارد.

### آثار باستانی
از آثار باستانی شهرستان میانه می‌توان به مسجد سنگی ترک، پل دختر (میانه)، پل میانه، قلعهٔ دختر، شهر سوختهٔ کاغذکنان، پل پردلیس کاغذکنان، پل بقرآباد
کاروانسرای جمال‌آباد کاغذکنان و بقعهٔ امامزاده اسماعیل و قلعه نجفقلی خان اشاره کرد.

### مراکز فرهنگی
موزه آثار باستانی
این موزه تاریخی در سال ۹۳ در داخل شهر میانه افتتاح شد و شامل آثار تاریخی دوران ساسانیان تا قاجار است.

## جغرافیا
شهرستان میانه، در جنوب شرقی استان آذربایجان شرقی قرار دارد. از شمال به شهرستان‌ سراب، از شمال غرب و غرب به شهرستان ترکمانچای، از غرب به شهرستان هشترود، از جنوب غربی به شهرستان چاراویماق و حدود جنوبی این شهرستان نیز به قسمتی از جنوب استان اردبیل محدود می‌شود. شهرستان خلخال واقع در استان اردبیل نیز همسایه شرقی این شهرستان به‌شمار می‌رود. مرکز شهر میانه، به خط مستقیم در ۱۳۸ کیلومتری جنوب شرقی تبریز قرار دارد. شهرستان میانه به همراه هشترود و چاراویماق دوازده هزار کیلومتر وسعت دارند و مردمان مناطق یاد شده بعد از تبریز برای امور اقتصادی خود به شهر میانه مراجعه می‌کنند.
شهرستان میانه و مناطق روستایی آن دورترین نقاط نسبت به مرکز استان به‌شمار می‌رود. این شهرستان در ۴۷ درجه و ۴۲ دقیقه طول شرقی و ۳۷ درجه و ۲۰ دقیقه عرض شمالی، بین دو رشته کوه بزقوش و قافلانتی واقع شده و ۱۱۰۰ متر از سطح دریا ارتفاع دارد.
وجود کتیبه‌های آشوری و اورارتویی در بعضی مناطق آذربایجان و کشف آثار باستانی و مجسمه‌های سفالین در شهرستان میانه، قدمت تاریخی آن را به دوره‌های پیش از تشکیل دولت ماد می‌رساند. در پی حفاری‌هایی که در سال ۱۳۵۲ شمسی در یکی از قریه‌های اطراف میانه به نام آرموداق انجام گرفت، یک مجسمه سفالین مربوط به دوره ساسانیان کشف شد. این تندیس توسط رئیس اداره باستان‌شناسی وقت، به موزه باستان‌شناسی تبریز منتقل گردید. (جغرافیای میانه، ص۲۷)
همچنین یکی از بزرگ‌ترین مکان‌ها و پر جمعیت‌ترین مکان در این شهرستان، شهرک اندیشه می‌باشد که با گذشت از خیابان ارتش و پل ستارخان به آنجا می‌رسیم.

### پستی و بلندی و ارتفاعات مهم
شهرستان میانه، در جنوب رشته کوه بزقوش قرار دارد. ارتفاع عمومی زمین در این شهرستان، از ۷۵۰ متر در منتهی الیه گوشه جنوب شرقی آن دره قزل اوزن تا ۳۳۰۰ متر در قلل رشته کوه بزقوش متغیر می‌باشد.

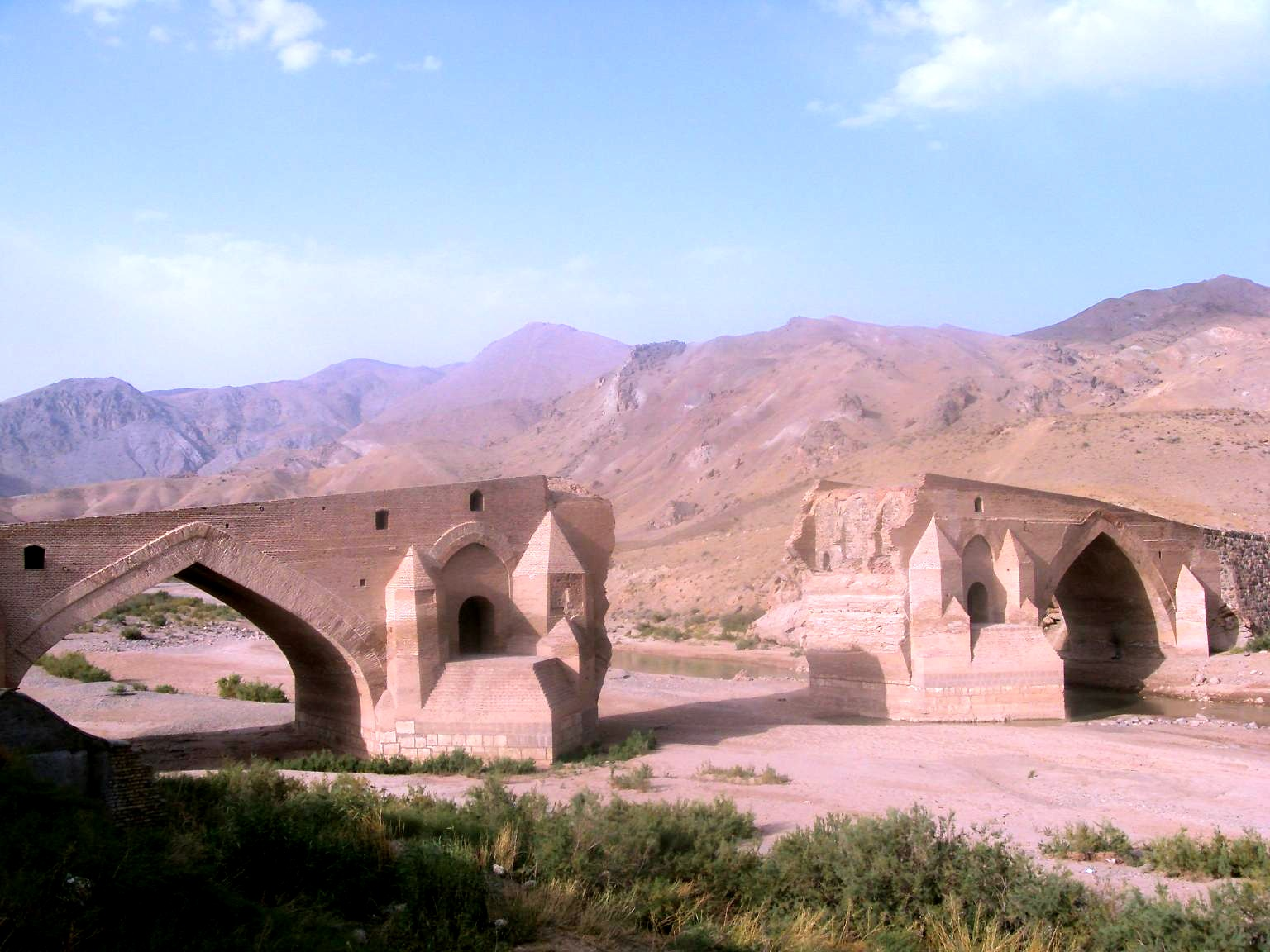
پل دختر در شهرستان میانه

شیب عمومی زمین به جز در گوشه جنوب شرقی شهرستان، در کلیه نقاط آن به سمت مرکز (شهر میانه) می‌باشد و در نهایت تمامی دامنه‌ها به قزل اوزن ختم می‌شوند. از نظر شکل زمین، قلل ۲۵۰۰ الی ۳۳۰۰ متری بزقوش و زمین‌های وسیع و کم شیب پایین آن در غرب دره گرمه چای ویژگی اصلی نیمه شمالی شهرستان را تشکیل می‌دهد.
رشته کوه بزقوش، که در قسمت جنوب سبلان و در شمال میانه قرار گرفته و دره علیای تلخه رود از کوه‌های بزقوش می‌باشد. امتداد این رشته کوه از مغرب به مشرق و به طول ۱۲۰ کیلومتر و ارتفاع آن در اطراف شرقی تا حدود ۳۸۰۰ متر، ولی در طرف غربی از ارتفاع آن کاسته می‌شود و در جنوب شهرستان سراب ۳۱۷۰ متر و در شیشک در حدود ۲۴۵۰ متر ارتفاع دارد. رشته کوه بزقوش در جنوب شهرستان سراب و از خود میانه کاملاً نمایان است و دو دره در طرفین بزقوش قرار گرفته که یکی آجی چای و جلگه سراب است که آن را از سبلان (ساوالان) جدا کرده و دیگر در قارلانقوچای می‌باشد که از بین بزقوش و سهند جاری است.
پل‌دختر در بین راه میانه به زنجان و بر سر رودخانه قزل اوزن در شرق کوه قافلانکوه واقع شده‌است. از تاریخ ساختمان پل اطلاعات درستی در دسترس نیست. عده‌ای از باستان‌شناسان تاریخ پایه‌های آن را به عهد ساسانی نسبت می‌دهند ولی با توجه به شیوه معماری تاریخ ساخت آن را به قرن هشتم هجری تخمین زده‌اند.
این پل بارها بتوسط افراد و شاهزاده‌های مختلف مورد مرمت قرار گرفته و آخرین آن به سال ۱۳۱۳ توسط اداره کل باستان‌شناسی و اداره فرهنگ میانه واداره مرمت یافته‌است. آخرین شکست آن در روز ۲۰ آذر ماه ۱۳۲۵ به وی اتفاق افتاده و آن زمانی که قوای دمکرات هنگام عقب‌نشینی و تعقیب از طرف قوای نظامی دولت مرکزی، بتوسط مین چشمه بزرگ آن را فرو ریخته و تا حال مرمت نشده باقی است.
این پل دارای سه چشمه بزرگی است که چشمه وسطی هم بلندتر و هم عریض‌تر است و به این علت از وسط پل بطرفین دارای شیبی است. آب برهای طرفین چشمه بزرگ از سنگ و به صورت مثلثی است. دهلیزها و کنودهایی در اطراف چشمه بزرگ به چشم می‌خورد که بوسیله دو نیم ستون چند ضلعی باستقامت پل می‌افزاید. بر روی پایه وسطی پل کتیبه آجری به خط نسخ به چشم می‌خورد که قسمتی از آن محو شده و از بین رفته و در سمت چپ کتیبه‌ای دیگر است که تاریخ ۹۳۳ هجری را نشان می‌دهد که آخرین تاریخ مرمت آن را نشان می‌دهد که بتوسط شاه بیگم بنت محمدبیگ موصللو انجام گرفته‌است.
عده‌ای عقید ه بر این دارند که چون سازنده آن دختری از شاهزادگان بوده به آن علت اسم دختر بر آن نهاده شده‌است که هر کدام بحث و داستان شیرین بخود دارد؛ ولی عقیده متفق القول باستان شناسان بر این است که ایزدبانوی ناهید، خدای آب و باران و فراوانی یکی از فرشتگان آئین زرتشت بوده و بخاطر آنکه این پل‌ها که اهمیت ویژه‌ای در زندگی و اقتصاد مردم داشته و از سیل آبها و خطرات جوی و طبیعی در امان باشد اسم دختر را برای آن می‌نهادند که این فرشته از آن‌ها نگهداری و پاسداری نماید.

### آب و هوا و پوشش گیاهی
شهرستان میانه دارای دو نوع آب و هوا در سال می‌باشد به‌طوری‌که در نیمی از سال بهار و تابستان آب و هوایی نیمه خشک و گرم و در فصل پاییز دارای آب و هوای سرد و کوهستانی می‌باشد.
متوسط بارش سالانه ۳۲۰ میلی‌متر در نقاط کم ارتفاع جنوب شرقی و در بالای ارتفاعات بزقوش (بخش کندوان) از ۳۹۳ تا ۶۰۰ میلی‌متر متغیر است. متوسط دمای سالانه نیز در این شهرستان، ۳ الی ۵/۱۴ درجه سانتی‌گراد، در مناطق مختلف آن می‌باشد همچنین بخش کندوان این شهرستان دارای طبیعتی بکر و سرسبز می‌باشد.
به‌طور کلی، مشخصات این شهرستان طبق گزارش سازمان برنامه و بودجه، به شرح زیر می‌باشد:
- حداکثر درجه حرارت متوسط سالانه، ۷/۱۸ درجه سانتی‌گراد.
- حداقل متوسط درجه حرارت سالانه، ۹/۴ درجه سانتی‌گراد.
- حداقل میزان رطوبت نسبی هوا، ۴۸ درصد
- حداکثر میزان رطوبت نسبی هوا ۶۸ درصد.
- از نظر پوشش گیاهی، دارای انواع و اقسام گیاهان خودرو می‌باشد که حدود ۴۰ رقم انواع گیاه را دربر می‌گیرد. از جمله: کنگر وحشی، علف آبه، چچم یا چچن، بولاغ اوتی، کاکوتی، بومادران، مرضه کوهی، قازآیاغی، ترشک، اسپند، خاکشیر، ریواس، پونه، نعناع کوهی، درمنه و کهلیک اوتی و… می‌باشد.